# Melanie Barnett
Melanie Barnett-Davis es un personaje ficticio, interpretado por la actriz Tia Mowry, quien aparece en la comedia estadounidense The Game, que se emitió en CW Television Network y BET de 2006 a 2015. Presentada en un programa en forma de episodio piloto en la comedia Girlfriends como la prima de Joan Clayton (Tracee Ellis Ross), Melanie elige apoyar la carrera de su novio Derwin Davis (Pooch Hall) con los San Diego Sabres, un equipo ficticio de la National Football League (NFL), en lugar de ir a la escuela de medicina en la Universidad Johns Hopkins. La serie se centra principalmente en la complicada relación de Melanie y Derwin, con sus temores de su infidelidad es el centro de muchas de las historias de los episodios. Mowry abandonó la serie en 2012 al enterarse de que su papel se vería reducido como resultado de la decisión de la coprotagonista Pooch Hall de dejar The Game para aparecer en la serie de drama criminal Ray Donovan. Ambos actores repitieron sus roles en el final de la serie, en el que Melanie da a luz a gemelos. 
Melanie fue creada por la productora Mara Brock Akil. Mientras elegía al personaje, Brock Akil tenía dudas sobre si Mowry sería la mejor opción, dada su imagen sana de Tia Landry en la comedia de situaciones Sister, Sister, pero contrató a la actriz por su sólida ética de trabajo y su deseo de ser parte de la serie. Mowry consideró que el personaje era su primer papel adulto y sintió que enfatizaba su individualidad y madurez. Se identificó estrechamente con el personaje, observando paralelos entre la relación de Melanie con Derwin y su propio matrimonio con el actor Cory Hardrict. Citó The Game como un ejemplo de mujeres que reciben más papeles principales en la televisión. 
La reacción a Melanie fue principalmente negativa; los críticos expresaron su desaprobación por su decisión de apoyar a su novio en lugar de inscribirse en la escuela de medicina. Los comentaristas de los medios también tomaron una panorámica de la representación del personaje como madre, como su incapacidad para cuidar adecuadamente a su hijastro. Por otro lado, los fanes respondieron positivamente a Melanie y se sintieron atraídos por su relación con Derwin. El desempeño de Mowry recibió comentarios positivos de los críticos, quienes estuvieron de acuerdo en que el papel mostró su madurez como actriz. Recibió nominaciones para dos premios NAACP Image y un premio Teen Choice por el papel. 

## Papel
The Game, que se emitió en The CW Television Network y BET, explora las vidas de un grupo de mujeres involucradas románticamente con futbolistas profesionales. Presentada como la prima de Joan Clayton (Tracee Ellis Ross) en un programa piloto en Girlfriends, Melanie Barnett aspira a ser doctora y es admitida en la escuela de medicina de la Universidad Johns Hopkins. Contra las objeciones de Joan, Melanie decide no asistir a Johns Hopkins a favor de mudarse a San Diego para apoyar la carrera de su novio Derwin Davis con los San Diego Sabres, un equipo ficticio de la National Football League (NFL). Melanie se inscribe en una universidad local y se convierte en una amiga cercana de Tasha Mack, una madre divorciada y gerente del mariscal de campo Malik Wright, y Kelly Pitts, la esposa trofeo del capitán del equipo, Jason Pitts. Ella lucha por ser aceptada por las esposas y novias de los San Diego Sabres, que han formado un grupo llamado "The Saber Sunbeams". Las líneas de la historia frecuentemente abordan sus temores de que Derwin la engañará. Se dirige a Tasha y Kelly para que le ayuden a manejar el estrés de estar en una relación con un jugador de fútbol profesional. El consejo de Tasha y Kelly incluye la idea de usar una luz ultravioleta para verificar si hay líquidos en las sábanas de las camas de los hoteles. Al final de la tercera temporada del programa, Derwin propone casarse con Melanie en la televisión en directo, durante el medio tiempo de un juego de Sabres. A pesar de que ella tiene preocupaciones, ella acepta.
La pareja termina su compromiso después de que Melanie descubre que Derwin tuvo relaciones sexuales con un cantante. Ella considera regresar a la escuela de medicina en lugar de continuar "la vida como una novia de un futbolista". Después de su separación, Melanie tiene relaciones sexuales con varios hombres, y Derwin fecunda a otra mujer. Melanie lucha para equilibrar su carrera con su vida personal. Aunque Melanie y Derwin tienen relaciones con otras personas, todavía tienen sentimientos el uno por el otro. Melanie finalmente se reconcilia con Derwin, y la pareja se casa. Ella tiene una relación tensa con su hijastro, ya que lo ve como un recordatorio de la infidelidad pasada de Derwin. Como resultado, Derwin la considera un padre no apto y le permite solo un contacto limitado con el niño. Durante este tiempo, Melanie le revela a Derwin que ella tuvo un aborto, que sufrió complicaciones que redujeron enormemente sus posibilidades de concebir niños de manera natural. Tomó la decisión ya que sentía que tener un hijo con otro hombre arruinaría su relación con Derwin de forma permanente. Al final de la quinta temporada del programa, Melanie y Derwin se mudan a Baltimore después de que se le traslada para jugar en un equipo con sede en la ciudad, y finalmente se inscribe en la Universidad Johns Hopkins. En su regreso a The Game en el final de la serie, Melanie se acerca al final de un embarazo de alto riesgo y da a luz gemelos.

## Desarrollo

### Creación y casting
Las productoras Mara Brock Akil y Kelsey Grammer desarrollaron The Game como un spin-off de la comedia Girlfriends. Brock Akil originalmente concibió el espectáculo y los personajes de Melanie y Derwin para dar a los espectadores acceso al mundo del fútbol profesional, un deporte que ella y su esposo aprecian. Desde el inicio de la serie, tenía la intención de incluir arcos de historias relacionadas con la raza y la celebridad. Virginia Heffernan, del New York Times, escribió que uno de los objetivos del programa era "aliviar las tensiones ideológicas en lugar de crearlas o ignorarlas", y citó a su elenco femenino y multiétnico de personajes como uno de los medios para lograr este objetivo. Melanie, y el resto del elenco principal de The Game, se presentaron por primera vez en el episodio "The Game" de Girlfriends. Más tarde hizo un cameo junto a Derwin en 'temporada de novias' En la temporada final, la séptima, "Se ha determinado" como invitados a la fiesta de compromiso de Joan.

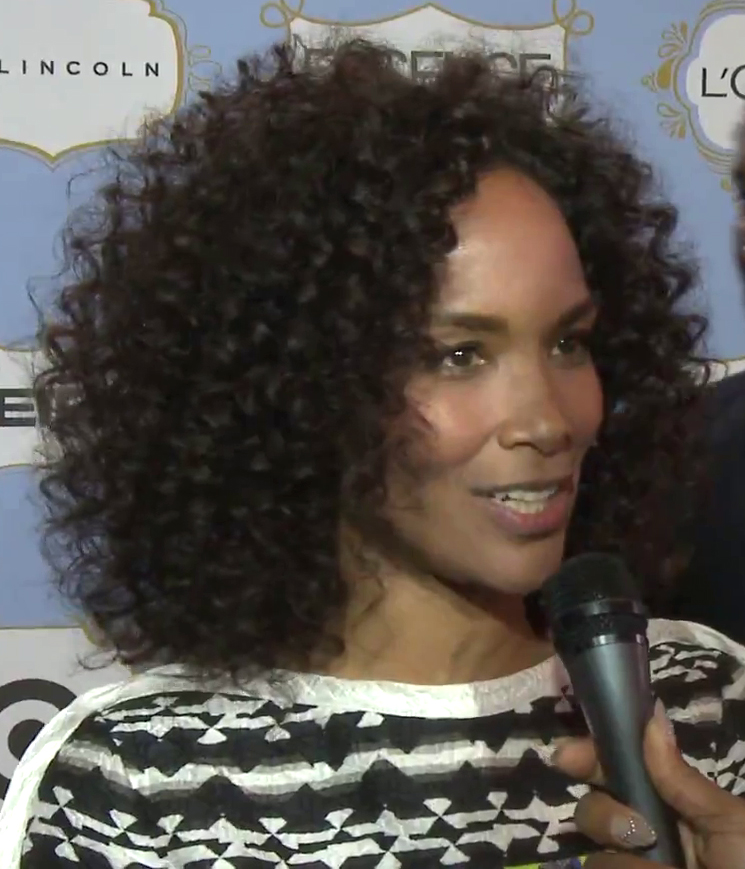
A pesar de sus reservas iniciales sobre Mowry, la creadora Mara Brock Akil elogió su audición y su compromiso con el personaje.

Cynthia Addai-Robinson fue elegida originalmente para interpretar a Melanie, pero fue reemplazada por Tia Mowry antes del desarrollo del piloto. La cadena de televisión CW no proporcionó una razón para el cambio de casting. Los críticos con frecuencia facturan Mowry como el juego ' actriz principal, y Brock Akil refiere a Melanie y Derwin como "el corazón" de la serie.
La hermana gemela de Mowry, Tamera Mowry, la acompañó a su audición. Tamera había probado para el papel previamente; dijo que era común que leyeran la misma parte, pero enfatizó que "[son] actrices muy diferentes". Cuando vio a las dos mujeres juntas, Brock Akil inicialmente debatió si serían apropiadas para el tono del espectáculo. A ella le preocupaba la sana imagen de las hermanas obtenida de sus años como actores infantiles en la comedia de situaciones Hermana, hermana, explicando: "Tenía una cierta imagen de ellas. No sabía si querían ir a donde yo quería que fuera el personaje ".
Al enterarse del interés de los gemelos en el programa, Brock Akil les preguntó si su gerencia estaba al tanto de su estilo de escritura. Cuando Brock Akil le preguntó, Tia respondió: "Soy una mujer, Mara. Puedo hacer esto ". Aunque Tia fue elegida para el papel, Tamera apareció más tarde como estrella invitada durante la quinta temporada del programa. Brock Akil dijo que Tia ganó el papel sobre Tamera porque tenía una "personalidad más seria" y "hizo todos los ajustes necesarios para obtener esta parte". La productora explicó que apreciaba la ética de trabajo de Tia y su fuerte deseo de ser parte de la serie; ella describió la audición de Tia como "luchando contra las nociones preconcebidas de todos de ella" al interpretar a la Melanie más madura.

### Representación y caracterización.
Antes de escuchar sobre The Game, Mowry había cambiado su apariencia para ser percibida como más madura y para enfatizar las diferencias entre ella y su hermana gemela. Durante este proceso, ella perdió 4,5 kg  y alisó su cabello para audiciones. Para prepararse para el papel, con frecuencia consultaba a su prima, el fullback retirado de la NFL , Jameel Cook, y otros atletas profesionales. Mowry sintió que interpretar el papel de Melanie le permitiría ser percibida como más madura después de sus apariciones como Tia Landry en Sister, Sister. Al hablar de sus razones para hacer una audición, dijo que quería asumir un papel más difícil. También describió The Game como una oportunidad para mostrar su individualidad. Mowry identificó a Melanie como la pareja más cercana a su personalidad en comparación con sus roles anteriores. Citó la relación de su personaje con Derwin como una reminiscencia de su propio romance y el posterior matrimonio con el actor Cory Hardrict.
Describiendo a Melanie como una "zorra", Mowry cree que las imperfecciones del personaje le permitieron crecer como actor. Ella sintió que el programa era una evidencia, junto con Sex and the City y Desperate Housewives, de que las mujeres tenían más papeles principales en la televisión, y dijo que esto "permite a las mujeres ser mujeres y mostrar sus diferentes emociones y con qué nos enfrentamos en la vida". El intelecto de Melanie, una de sus características definitorias, le valió el apodo de "Med School".  Jennifer Hickman, de VIBE Vixen, se refirió a Melanie como "bookwormy", y Virginia Heffernan la calificó de "sana y buena estudiante" en el piloto. Heffernan calificó al personaje de "una especie de figura de Cosby Show" debido a su renuencia inicial a unirse a los rayos de sol de sable.

### Salida y regreso.
Después de que The Game se emitió durante tres temporadas en CW, la red canceló la serie, luego de haber decidido dejar de desarrollar comedias de situación. Recogido por BET, el programa se emitió durante cinco temporadas más. Mowry y Hall dejaron The Game en 2012 después de que Hall aceptara un papel principal en la serie de televisión de drama criminal Ray Donovan. Mowry dejó el programa cuando el papel de Melanie estaba programado para convertirse en "menos importante" en comparación con temporadas anteriores.  Al anunciar su partida en Twitter, enfatizó que fue una decisión mutua con la red. Brock Akil dijo que dio un cierre a Melanie y Derwin en el arco de la historia a través de su salida, explicando: "Ellos están juntos, y pudimos poner un punto en su historia".
Luego de la salida de Melanie y Derwin, dos personajes, el seleccionado del draft Bryce "The Blueprint" Westbrook y la estrella infantil Keira Whitaker, interpretados por Jay Ellis y Lauren London, respectivamente, fueron presentados en la serie. Los medios de comunicación vieron a Keira y Londres como sustitutos de Melanie y Mowry, pero Ellis y London se opusieron a las comparaciones hechas entre Melanie y Derwin y Bryce y Lauren, creyendo que los dos pares eran personajes separados. Tras la salida de Mowry, a la actriz Keke Palmer se le ofreció un papel principal en la serie, pero la rechazó debido a conflictos de programación con el desarrollo de su programa de entrevistas diurno Just Keke. Brock Akil describió los cambios realizados en The Game como una "verdadera resurrección", con Wendy Raquel Robinson (Tasha Mack) diciendo que los futuros episodios serían "completamente diferentes, más nítidos, más afilados y más atractivos".
Para el final de la serie, Mowry y Hall volvieron a interpretar sus papeles como Melanie y Derwin, a pesar de que Mowry había escrito en su página de Facebook que no volvería a aparecer en el programa.  Hall anunció su regreso durante los Premios BET 2015, donde el elenco del programa había asistido para decir "sus despedidas finales". Al hablar sobre la dirección prevista para la aparición final de Melanie y Derwin, Brock Akil dijo: "Traer a estos personajes a la orilla es una bendición. Consiguen un final. Se cierran ". Añadió que su historia sería atractiva para los fanes del programa, y explicó: "Me siento creativamente que hemos sido capaces de responder a aquellos que nos han sido leales. "Es realmente una sugerencia para los fanes que podrán ver si Melanie y Derwin obtienen sus felices para siempre".

## Recepción

### Respuesta a Melanie
Melanie Barnett ha sido recibida negativamente por los críticos de televisión. Melanie McFarland de The Seattle Post-Intelligencerenfocó el personaje junto con la premisa principal de la serie ( "Una mujer en una carera profesional echa todo a un lado para perseguir a un jugador de fútbol"), sensación de que estaban en contradicción con el mensaje de la demostración de los padres de las novias. Haciendo eco de la evaluación de McFarland, Tim Goodman del San Francisco Chronicle encontró que la decisión de Melanie era "una pequeña lección de vida sombría". Cuando se habla de la transición a BET, Britney Wilson de embrague fue crítico con el deterioro de las amistades femeninas en el show, citando "la desintegración de la identidad femenina" como signos de disminución de la calidad El Juego ' 
La representación del personaje como madre también recibió críticas. Wilson vio negativamente la decisión de Melanie de hacerse un aborto en un intento de reconciliarse con Derwin, y criticó la descripción del espectáculo de un aborto que hizo que Melanie se convirtiera en estéril, ya que se basa en "un vínculo que no es médicamente sólido". En su libro de 2015, Representaciones de las mujeres negras en los medios de comunicación: La condenación de la mujer negra, Marquita Marie Gammage, profesora asociada de la Universidad Estatal de California, sintió que el personaje estaba perpetuando imágenes negativas de la maternidad negra en la televisión. Gammage criticó la serie por mostrar a Melanie como esposa "en la expansión de su carrera y la posibilidad de tener a sus propios hijos" y de retratarla como incapaz de cuidar a su hijastro. Ella comparó a Melanie con los personajes blancos de la televisión, y escribió que "las mujeres blancas parecen lograrlo todo y controlan sus realidades en sus propios términos".
Mowry recibió comentarios positivos de los fanáticos, quienes "estaban bastante obsesionados con el viaje de Melanie y Derwin desde el principio".  Los fanes reaccionaron positivamente a la relación de los personajes, y llamaron a la pareja el maletín "Merwin", que BET adoptó y usó para promover las apariciones de Mowry y Hall en el final de la serie.  Jaime Lee de Soap Opera Network escribió que, en relación con sus problemas, los espectadores se conectaron con la pareja ficticia.  Un escritor de HuffPost citó el emparejamiento como "una gran parte de la fórmula ganadora de la serie", y Mowry atribuyó la respuesta positiva de los fanes a su química con Hall.  Ella dijo lo siguiente acerca de la recepción del personaje en The Washington Post : 

A lo largo de la interpretación de Melanie, algunas personas la amarían, otras la odiarían, otras la juzgarían [.] Pero creo que se conectaron con ella, disfrutaron de su vulnerabilidad, disfrutaron de relacionarse con ella. . . . Es refrescante ver a una pareja que no es perfecta en la televisión, una pareja que trabaja a través de pruebas y tribulaciones.

### Respuesta a Mowry
El desempeño de Mowry recibió comentarios positivos de los críticos. Mientras hablaba sobre su carrera en su libro de 2010 Encyclopedia of African American Actresses en cine y televisión, el autor Bob McCann escribió que Mowry demostró madurez a través de su papel más dramático en la serie. Aunque crítica del espectáculo en general, el Chicago Tribune ' Maureen Ryan se mostró satisfecho con el rendimiento de Mowry carismático. Melody K. Hoffman, de <i id="mwsA">Jet,</i> escribió que, a través de su actuación en el programa, Mowry había demostrado su amor por la actuación y su capacidad para interpretar a una mujer. En una crítica negativa, Robert Bianco, de USA Today, no estaba seguro de las capacidades de Mowry como actriz cómica y dijo que con frecuencia se basaba en técnicas de actuación infantil que no eran adecuadas para un personaje adulto.
Mowry recibió dos nominaciones para el Premio de Imagen NAACP a la Mejor Actriz en una Serie de Comedia en los 39 y 43 Premios de Imagen NAACP. También fue nominada para el Premio Teen Choice por Comedia Comedia de Choice TV en los Teen Choice Awards 2007.